# INEOS Grenadiers/2023
Deze pagina geeft een overzicht van de INEOS Grenadiers-wielerploeg in 2023.

## Algemeen
Sponsor: INEOS
Algemeen manager: Rod Ellingworth
Sportief directeur: Roger Hammond
Ploegleiders: Xabier Artetxe Gesuraga, Kurt Bogaerts, Dario Cioni, Oliver Cookson, Stephen Cummings, Zak Dempster, Carsten Jeppesen, Christian Knees, Ian Stannard, Matteo Tosatto, Xabier Zandio
Coaches: Dajo Sanders
Fietsen: Pinarello
Materiaal: Shimano
Kleding: Bioracer

## Renners
| Naam                 | Geboortedatum | Nationaliteit       | Ploeg 2022          |
| -------------------- | ------------- | ------------------- | ------------------- |
| Thymen Arensman      | 04-12-1999    | Nederland           | Team DSM            |
| Egan Bernal          | 13-01-1997    | Colombia            |                     |
| Jonathan Castroviejo | 27-04-1987    | Spanje              |                     |
| Laurens De Plus      | 04-09-1995    | België              |                     |
| Omar Fraile          | 17-07-1990    | Spanje              |                     |
| Filippo Ganna        | 25-07-1996    | Italië              |                     |
| Tao Geoghegan Hart   | 30-03-1995    | Verenigd Koninkrijk |                     |
| Ethan Hayter         | 18-09-1998    | Verenigd Koninkrijk |                     |
| Leo Hayter           | 10-08-2001    | Verenigd Koninkrijk | Hagens Berman Axeon |
| Kim Heiduk           | 03-03-2000    | Duitsland           |                     |
| Michał Kwiatkowski   | 02-06-1990    | Polen               |                     |
| Michael Leonard      | 26-03-2004    | Canada              | -                   |
| Daniel Martínez      | 25-04-1996    | Colombia            |                     |
| Jhonatan Narváez     | 04-03-1997    | Ecuador             |                     |
| Tom Pidcock          | 30-07-1999    | Verenigd Koninkrijk |                     |
| Luke Plapp           | 25-12-2000    | Australië           |                     |
| Salvatore Puccio     | 31-08-1989    | Italië              |                     |
| Brandon Rivera       | 21-03-1996    | Colombia            |                     |
| Carlos Rodriguez     | 02-02-2001    | Spanje              |                     |
| Luke Rowe            | 10-03-1990    | Verenigd Koninkrijk |                     |
| Magnus Sheffield     | 19-04-2002    | Verenigde Staten    |                     |
| Pavel Sivakov        | 11-07-1997    | Frankrijk           |                     |
| Ben Swift            | 05-11-1987    | Verenigd Koninkrijk |                     |
| Connor Swift         | 30-10-1995    | Verenigd Koninkrijk | Arkéa-Samsic        |
| Joshua Tarling       | 15-02-2004    | Verenigd Koninkrijk | -                   |
| Geraint Thomas       | 25-05-1986    | Verenigd Koninkrijk |                     |
| Ben Tulett           | 26-08-2001    | Verenigd Koninkrijk |                     |
| Ben Turner           | 28-05-1999    | Verenigd Koninkrijk |                     |
| Elia Viviani         | 07-02-1989    | Italië              |                     |
| Cameron Wurf         | 03-08-1983    | Australië           |                     |

### Vertrokken
| Naam             | Geboortedatum | Nationaliteit       | Ploeg 2023              |
| ---------------- | ------------- | ------------------- | ----------------------- |
| Andrey Amador    | 29-09-1986    | Costa Rica          | EF Education-EasyPost   |
| Dylan van Baarle | 21-05-1992    | Nederland           | Jumbo-Visma             |
| Richard Carapaz  | 29-05-1993    | Ecuador             | EF Education-EasyPost   |
| Eddie Dunbar     | 01-09-1996    | Ierland             | Team BikeExchange-Jayco |
| Richie Porte     | 30-01-1985    | Australië           | Gestopt                 |
| Adam Yates       | 07-08-1992    | Verenigd Koninkrijk | UAE Team Emirates       |

## Overwinningen
| Nationale kampioenschappen wielrennen Australië - wegrit: Lucas Plapp Italië - tijdrit: Filippo Ganna Polen - tijdrit: Michał Kwiatkowski Spanje - tijdrit: Jonathan Castroviejo Verenigd Koninkrijk - tijdrit: Joshua Tarling Canada - tijdrit U23: Michael Leonard Europese kampioenschappen tijdrit: Joshua Tarling Pan-Amerikaanse Spelen Wegrit: Jhonatan Narváez Tour Down Under Jongerenklassement: Magnus Sheffield Ronde van San Juan Ploegenklassement: *1) Ronde van Valencia 4e etappe: Tao Geoghegan Hart Ronde van Murcia Ben Turner Ronde van de Algarve 4e etappe: Tom Pidcock Eindklassement: Daniel Martínez Ploegenklassement: *2) Ruta del Sol 5e etappe: Omar Fraile Ploegenklassement: *3) Strade Bianche Tom Pidcock Tirreno-Adriatico 1e etappe (ITT): Filippo Ganna | Ronde van het Baskenland 1e etappe: Ethan Hayter Ronde van de Alpen 1e etappe: Tao Geoghegan Hart 2e etappe: Tao Geoghegan Hart Eindklassement: Tao Geoghegan Hart Puntenklassement: Tao Geoghegan Hart Ronde van Romandië 2e etappe: Ethan Hayter Puntenklassement: Ethan Hayter Ronde van Hongarije Ploegenklassement: *4) Ronde van Noorwegen 1e etappe (ITT): Ben Tulett Eindklassement: Ben Tulett Jongerenklassement: Ben Tulett Ploegenklassement: *5) Critérium du Dauphiné Jongerenklassement: Carlos Rodríguez Ploegenklassement: *6) Ronde van Oostenrijk 2e etappe: Jhonatan Narváez 3e etappe: Jhonatan Narváez 5e etappe: Jhonatan Narváez Eindklassement: Jhonatan Narváez Puntenklassement: Jhonatan Narváez Ronde van Frankrijk 13e etappe: Michał Kwiatkowski 14e etappe: Carlos Rodríguez | Ronde van Wallonië 1e etappe: Filippo Ganna 4e etappe: Filippo Ganna Eindklassement: Filippo Ganna Jongerenklassement: Joshua Tarling Ploegenklassement: *7) Renewi Tour 2e etappe (ITT): Joshua Tarling Ronde van Spanje 10e etappe: Filippo Ganna Ronde van Groot-Brittannië Jongerenklassement: Magnus Sheffield Ronde van Toscane Pavel Sivakov CRO Race 1e etappe: Elia Viviani Jongerenklassement: Magnus Sheffield Ronde van Guangxi 1e etappe: Elia Viviani Jongerenklassement: Ethan Hayter |

*1) Ploeg Ronde van San Juan: Bernal, Ganna, Martínez, Narváez, Rivera, Viviani
*2) Ploeg Ronde van de Algarve: Arensman, Castroviejo, De Plus, Ganna, Kwiatkowski, Martínez, Pidcock
*3) Ploeg Ruta del Sol: Fraile, Geoghegan Hart, Narváez, Puccio, Rodríguez, Sivakov, C. Swift
*4) Ploeg Ronde van Hongarije: Bernal, Leonard, Narváez, Plapp, Tulett, Viviani
*5) Ploeg Ronde van Noorwegen: L.Hayter, Plapp, Sheffield, C. Swift, Tarling, Tulett
*6) Ploeg Critérium du Dauphiné: Bernal, Castroviejo, Fraile, E. Hayter, Martínez, Rodríguez, Turner
*7) Ploeg Ronde van Wallonië: Ganna, Plapp, Rowe, B. Swift, C. Swift, Tarling
2010 · 2011 · 2012 · 2013 · 2014 · 2015 · 2016 · 2017 · 2018 · 2019 · 2020 · 2021 · 2022 · 2023 · 2024 · 2025
AG2R-Citroën · Alpecin-Deceuninck · Astana Qazaqstan · Bahrain Victorious · BORA-hansgrohe · Cofidis · EF Education-EasyPost · Groupama-FDJ · INEOS Grenadiers · Intermarché-Circus-Wanty  · Jumbo-Visma · Movistar Team · Soudal-Quick Step · Team Arkéa Samsic · Team DSM · Team Jayco AlUla · Trek-Segafredo · UAE Team Emirates